# Achtzalighedenboom
De achtzalighedenboom was een grove den op het grondgebied van de Kempense gemeente Lille, gelegen vlak bij de Rollekensberg in de Lilse bossen.

## Kenmerken
Hij was bekend omwille van zijn grillige vorm en is dan ook een vliegden. De boom, genoemd naar de acht zaligsprekingen van Christus, dankt zijn naam aan het feit dat hij oorspronkelijk over het uitzonderlijke aantal van acht stammen beschikte.

## Geschiedenis
Vlak voor de Tweede Wereldoorlog zou er echter één zieke stam van afgezaagd zijn, om op die manier verdere besmetting van de boom te voorkomen. Volgens een ander verhaal dat de ronde doet, zouden stropers de stam hebben afgezaagd om zich te wreken op een boswachter die hen eerder had betrapt.
De precieze ouderdom kan nog niet met zekerheid bepaald worden, maar geschat wordt dat zijn vroegste bestaan dateert van rond 1850. De boom kreeg alleszins reeds een vermelding in een werk over de meest merkwaardige bomen van België uit 1910.
In maart 2013 werd de boom door een storm zwaar beschadigd. In 2014 werd bekendgemaakt dat het einde van de boom nabij is.